# Lacón con grelos

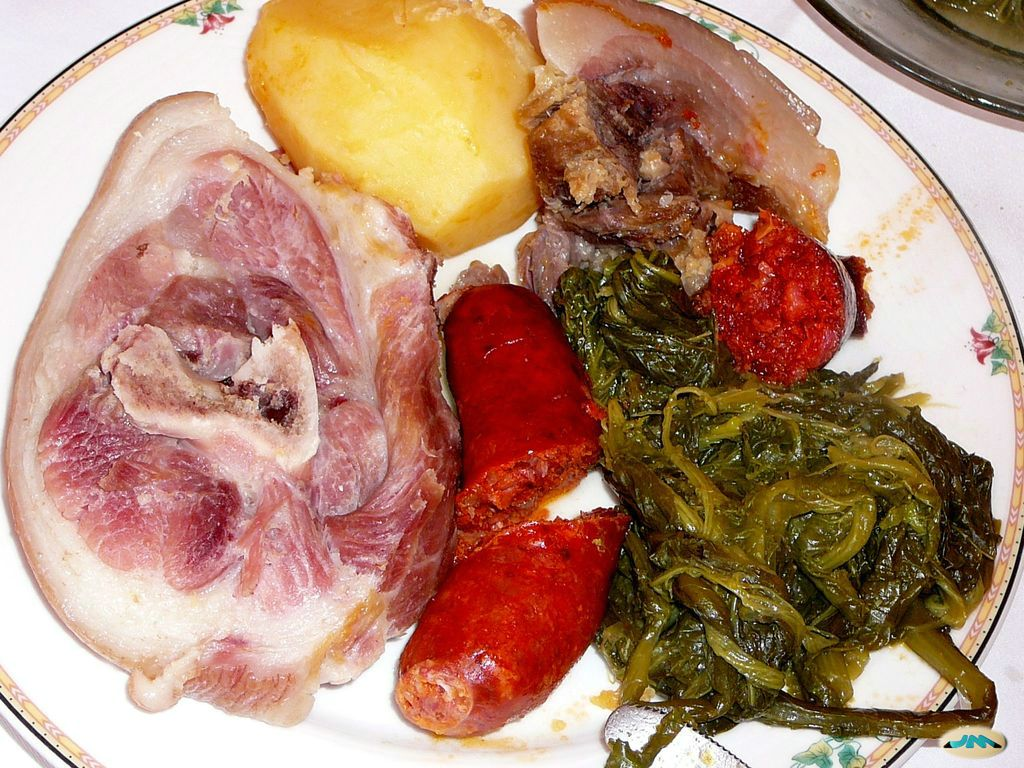
Lacón con patate e grelos.

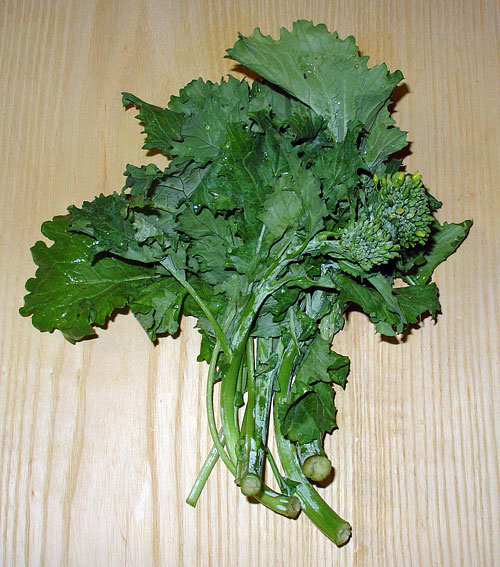
Grelo della specie Brassica rapa.

Il lacón con grelos (spalla di maiale con cime di rapa) è un piatto di carne tipico della cucina galiziana, Spagna, ed è uno dei piatti più rappresentativi della gastronomia di questa comunità autonoma settentrionale.  Si tratta di lacón (parte anteriore del maiale), brodo, chorizo, patate cachelos (una varietà conosciuta principalmente in Galizia) e verdure, principalmente le cime di rapa.

## Storia
Il lacón con grelos in origine si consumava durante la celebrazione del Carnevale, essendo questo il miglior periodo per le cime di rapa, e attualmente si può trovare nei migliori ristoranti della Galizia e del resto della Spagna. Ricorda in alcuni aspetti la cucina tedesca (stinco di maiale).

## Preparazione
I principali ingredienti sono: lacón (dal latino lacca) prodotto derivato del maiale, risultante dal processo di cura degli arti anteriori e le cime di rapa, boccioli di rapa (grelos), alla cui estremità compaiono fiori. Il suo aspetto è quello di uno stelo più o meno spesso (può raggiungere lo spessore del pollice della mano) da cui emergono alcune foglie e, alla fine, i fiori. Solitamente il piatto si accompagna con chorizo e patate; e nella preparazione si realizza la cottura di tutti gli ingredienti.